# Prétot-Sainte-Suzanne
Prétot-Sainte-Suzanne – miejscowość i dawna gmina we Francji, w regionie Normandia, w departamencie Manche. W 2013 roku jej populacja wynosiła 306 mieszkańców. 
W dniu 1 stycznia 2016 roku z połączenia czterech ówczesnych gmin – Coigny, Lithaire, Prétot-Sainte-Suzanne oraz Saint-Jores – utworzono nową gminę Montsenelle. Siedzibą gminy została miejscowość Lithaire. 